# Ceratogaulus
A Ceratogaulus az emlősök (Mammalia) osztályának a rágcsálók (Rodentia) rendjébe, ezen belül a kihalt Mylagaulidae családjába tartozó nem.

## Tudnivalók
A Ceratogaulus-fajok üreglakó rágcsálók voltak. Az övesállatokhoz tartozó Peltephiluson kívül, a Ceratogaulusok az egyetlen üreglakó, szarvval rendelkező emlősök. Az állatok a késő miocéntől a pleisztocénig éltek, az Amerikai Egyesült Államok területén, főleg Nebraska államban.
Az állatok pofáján két szarv ült. Még nem biztos, hogy a szarvak mire szolgáltak, lehet ásásra, párosodáskor vagy védelmi célra. Mivel mindkét nem szarva egyforma méretű, emiatt a legvalószínűbb a feltételezés, a védelmi cél lehetett. Az állatok mormotaszerű lények voltak. Körülbelül 30 centiméter hosszúak, voltak, mancsuk az ásáshoz alkalmazkodott. Szemük, mint a vakondé visszafejlődött és alig használt. Valószínűleg idejük legnagyobb részét a föld alatt töltötték.

## Rendszerezés
A nembe az alábbi fajok tartoznak:
- Ceratogaulus anecdotus
- Ceratogaulus hatcheri
- Ceratogaulus minor
- Ceratogaulus rhinocerus típusfaj

### Fordítás
Ez a szócikk részben vagy egészben  a   Horned gopher című angol Wikipédia-szócikk fordításán alapul.  Az eredeti cikk szerkesztőit annak laptörténete sorolja fel. Ez a jelzés csupán a megfogalmazás eredetét és a szerzői jogokat jelzi, nem szolgál a cikkben szereplő információk forrásmegjelöléseként.